# La Repubblica dell'Immaginazione
La Repubblica dell'Immaginazione (The Republic of Imagination America in Three Books) è un libro della scrittrice iraniana Azar Nafisi.
L'autrice, oggi cittadina statunitense, ci racconta il valore inestimabile della letteratura. Celebre per il seminario clandestino durante il governo degli ayatollah, la scrittrice insegnava all' Università di Teheran i grandi autori di lingua inglese fin quando le restrizioni del governo non lo hanno reso impossibile.
In questo libro parla della repubblica più democratica di tutte, dove le storie possono essere raccontate attraverso le esperienze di nuovi lettori che condividono uno spazio comune, senza confini tracciati dalla politica o dalla religione: la Repubblica dell'immaginazione.

## Struttura
Il libro è così suddiviso: Introduzione, PARTE I Huck, PARTE II Babbitt, PARTE III Carson, Epilogo: Baldwin. 

## Trama
Il libro è caratterizzato dalla fusione continua di elementi di carattere autobiografico e saggistica.
Attraverso l'interpretazione di tre classici della narrativa americana, l'autrice denuncia l'eccessivo individualismo che colpisce la società contemporanea.
I libri ripercorsi sono Le avventure di Huckleberry Finn di Mark Twain, Babbitt di  Sinclair Lewis e Il cuore è un cacciatore solitario di Carson McCullers.
I governi dittatoriali attraverso la censura privano gli scrittori della libertà di parola e i lettori della libertà di leggere quello che avrebbero potuto dire, nei paesi democratici questo non avviene, l'individuo è libero di leggere, talmente libero che dimentica l'importanza di questa libertà; non c'è legge o antidoto che possa prevenire l'indifferenza verso i libri e la cecità verso gli altri.
La conclusione a cui giunge l'autrice è che indipendentemente da dove viviamo o dal sistema che ci governa, gli istinti e i bisogni umani sono universali e i diritti fondamentali sono sempre validi. Siamo umani e per questo abbiamo bisogno di narrare e di leggere storie, abbiamo bisogno di rinnovare continuamente la nostra percezione del mondo ed essere pronti a cambiare noi stessi e l'ambiente che ci circonda.

## Edizioni
- Azar Nafisi, La Repubblica dell' immaginazione,Adelphi, 2015